# Burghart Klaußner

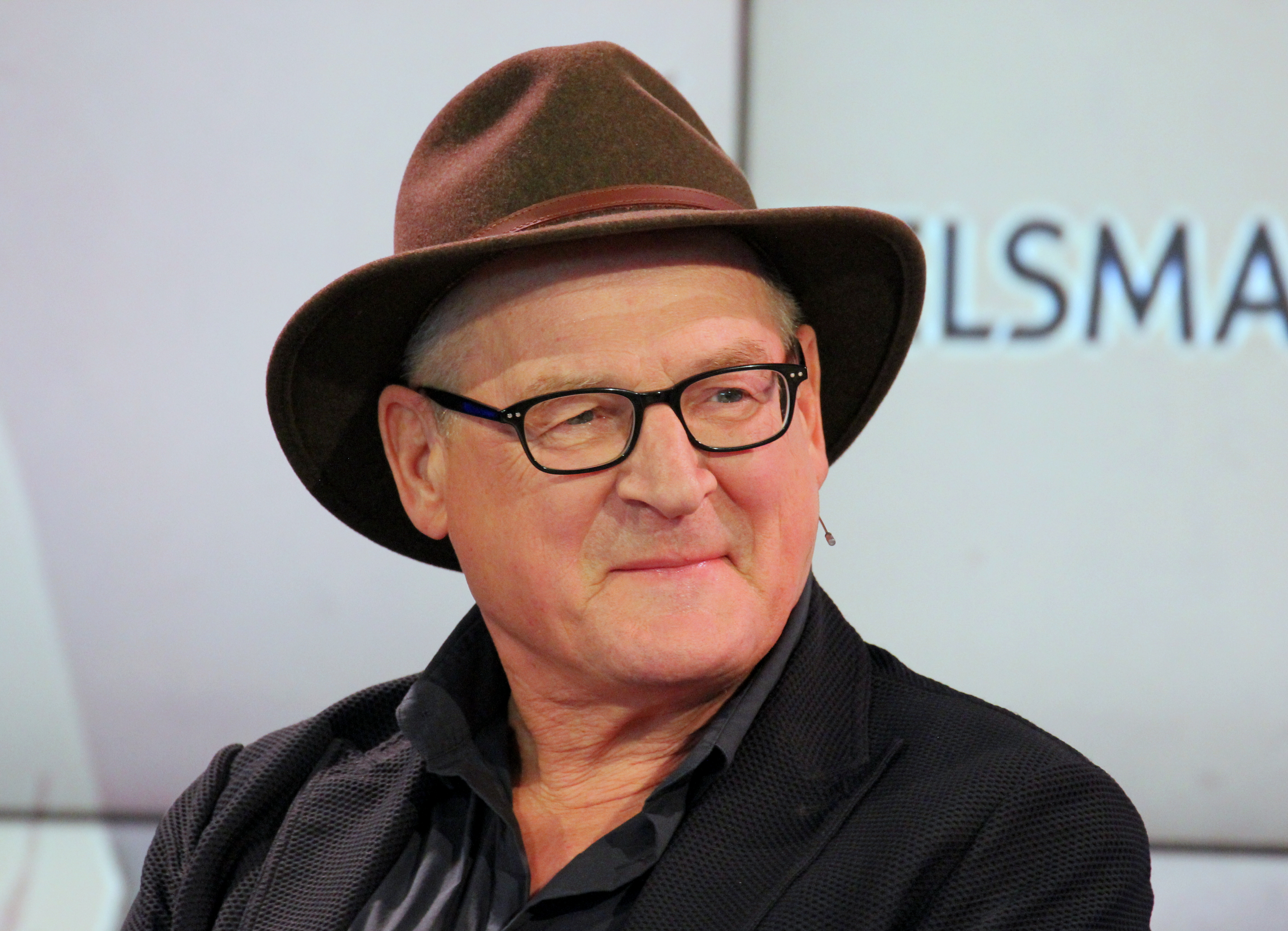
Burghart Klaußner auf der Frankfurter Buchmesse 2018

Burghart Klaußner (* 13. September 1949 in Berlin) ist ein deutscher Schauspieler, Theaterregisseur, Hörbuchsprecher, Sänger und Autor.

## Leben
Klaußners Vater betrieb die von vielen Prominenten besuchte Traditionsgaststätte „Zum Klaußner“ in Berlin-Charlottenburg. Nach dem Bau der Berliner Mauer 1961 gab er das Geschäft auf und die Familie zog nach Gräfelfing bei München um. Burghart Klaußner begann 1969 ein Studium der Germanistik und Theaterwissenschaft an der Freien Universität Berlin und wechselte im selben Jahr an die Berliner Max-Reinhardt-Schule für Schauspiel, um Schauspieler zu werden.
Von 1970 bis 1972 arbeitete er an der Schaubühne am Halleschen Ufer. Danach hatte er Engagements am Deutschen Schauspielhaus in Hamburg, am Schiller-Theater und am Maxim-Gorki-Theater in Berlin sowie an Bühnen in Frankfurt am Main, Bochum und Zürich. Einem breiteren Publikum wurde Klaußner 1985 bekannt durch die Rolle des Arthur Davies im ARD-Mehrteiler Das Rätsel der Sandbank.
2004 spielte er in Die fetten Jahre sind vorbei den skrupellosen Vorstand Justus Hardenberg, der sich jedoch auch von einer ganz anderen Seite zeigt. Im selben Jahr verkörperte er in der TV-Miniserie Die Luftbrücke – Nur der Himmel war frei die historische Figur des Bürgermeisters von Berlin 1948, Ernst Reuter.
2007 spielte er in Der Novembermann neben Götz George als blindem Klavierlehrer Henry Lichtfeld den Ehemann von Lichtfelds Geliebter, der unerkannt zum Freund des Klavierlehrers wird.
2009 sah man ihn in dem Filmdrama Alter und Schönheit, das von Freundschaft und Tod handelt, neben Sibylle Canonica, Henry Hübchen und Peter Lohmeyer in der Rolle des lebenslustigen Freundes Justus. Im selben Jahr spielte Klaußner in dem mit der Goldenen Palme von Cannes ausgezeichneten und für den Oscar nominierten Kinofilm Das weiße Band die Rolle des Pastors. Er wurde dafür mit dem Preis der deutschen Filmkritik 2009 als bester Darsteller ausgezeichnet. Ebenfalls 2009 sah man ihn neben Kate Winslet, Ralph Fiennes und Matthias Habich in der Rolle eines Richters im Kinofilm Der Vorleser.
Für die Titelrolle des Frankfurter Staatsanwalts Fritz Bauer in dem 2015 erschienenen Kinofilm Der Staat gegen Fritz Bauer erhielt Klaußner unter anderem den Bayerischen Filmpreis und wurde für den Europäischen Filmpreis nominiert.
2010 war er am Staatsschauspiel Dresden in Don Carlos als spanischer König Philipp II. zu sehen. Er arbeitet auch als Regisseur und Autor. 2009 inszenierte er am Schauspielhaus Bochum sein erstes eigenes Stück, Marigold.
Burghart Klaußner ist Mitglied der Freien Akademie der Künste in Hamburg (seit 2003) und der Deutschen Filmakademie, in deren Vorstand er 2010 gewählt wurde. In der Freien Akademie der Künste in Hamburg wurde er 2012 Sektionsvorsitzender (Darstellende Kunst) und ist seit März 2022 Vizepräsident der Akademie.
Burghart Klaußner lebt mit seiner Frau in Hamburg-Groß Flottbek. Sie haben zwei Söhne.
Er ist Pate der Gesamtschule Velbert Mitte für den Titel Schule ohne Rassismus – Schule mit Courage und nahm am 1. Dezember 2016 an der Zeremonie dazu teil.

## Hörspiele (Auswahl)
- 2003: Friedrich Bestenreiner: Code Black – Regie: Christoph Pragua

## Filmografie (Auswahl)
- 1982: Das Beil von Wandsbek
- 1984: Das Rätsel der Sandbank
- 1989: Die Staatskanzlei (Fernsehfilm)
- 1989: Peter Strohm – Tod eines Freundes (Pilotfilm)
- 1989: Tatort: Schmutzarbeit
- 1992: Kinderspiele
- 1993: Die Denunziantin
- 1993–2001: Adelheid und ihre Mörder
- 1996: Rossini – oder die mörderische Frage, wer mit wem schlief
- 1996: Zerrissene Herzen (Fernsehfilm)
- 1997: Tatort: Ausgespielt
- 1998: 23 – Nichts ist so wie es scheint
- 1999: Ganz unten, ganz oben
- 2000: Crazy
- 2000: Tatort: Kleine Diebe
- 2001: Mit dem Rücken zur Wand (Fernsehfilm)
- 2002: Tatort: Schatten
- 2003: Good Bye, Lenin!
- 2004: Die fetten Jahre sind vorbei
- 2005: Die Luftbrücke – Nur der Himmel war frei
- 2006: An die Grenze
- 2006: Der Mann von der Botschaft
- 2006: Requiem
- 2006: Tatort: Aus der Traum
- 2006: Wilsberg – Falsches Spiel
- 2007: Der Novembermann
- 2007: Die Aufschneider
- 2007: Polizeiruf 110: Taubers Angst
- 2007: Yella
- 2008: Der Vorleser
- 2009: Alter und Schönheit
- 2009: Das weiße Band – Eine deutsche Kindergeschichte
- 2010: Aghet – Ein Völkermord
- 2010: Das letzte Schweigen
- 2010: Goethe!
- 2011: Der ganz große Traum
- 2011: Polizeiruf 110: Die verlorene Tochter
- 2011: In den besten Jahren
- 2012: Invasion
- 2012: Nono, het zigzag kind
- 2013: Das Adlon. Eine Familiensaga (Fernseh-Dreiteiler)
- 2013: Nachtzug nach Lissabon (Night Train to Lisbon)
- 2013: George
- 2014: Diplomatie
- 2014: Zwischen Welten
- 2015: Elser – Er hätte die Welt verändert
- 2015: Der Staat gegen Fritz Bauer
- 2015: Bridge of Spies – Der Unterhändler
- 2016: Die Stadt und die Macht, TV-Sechsteiler
- 2016: Terror – Ihr Urteil
- 2016: Die letzte Reise
- 2017: The Crown (Fernsehserie, Folge Paterfamilias)
- 2017: Kroymann (Satiresendung, 1 Folge)
- 2018: Das schweigende Klassenzimmer
- 2019: Brecht (zweiteilige Filmbiografie; 2. Teil)
- 2019: Klassentreffen (Fernsehfilm)
- 2019: Klassentreffen (Fernsehserie)
- 2022: Kommissarin Lucas: Goldrausch
- 2022: Oskars Kleid
- 2023: Tatort: Hackl
- 2023: Die Unschärferelation der Liebe
- 2024: The Day of the Jackal (Fernsehserie, Folge 1x01)

## Theater (Auswahl)
- 2020/21: Bertolt Brecht: Leben des Galilei (Galileo Galilei)
- 2023: Ingeborg Bachmann und Max Frisch: „Wir haben es nicht gut gemacht.“, Lesung aus der Edition des Briefwechsels, mit Friederike Wagner
- 2024/25: William Shakespeare: König Lear, Düsseldorfer Schauspielhaus (König Lear)

## Werke

### Bücher
- Burghart Klaußner: Vor dem Anfang. Kiepenheuer & Witsch, Köln 2018, ISBN 978-3-462-05196-4.

### Hörspiele, Lesungen (Auswahl)
- Die Rolle des Pfarrers in Jailhouse Blues. Regie: Klaus Mehrländer. Produktion: DLR Berlin/NDR, 2003.
- Eduard von Keyserling: Schwüle Tage. 2 CDs. Hoffmann und Campe Verlag, Hamburg 2005, ISBN 3-455-30413-3.
- Tony Hillerman: Das Labyrinth der Geister. 1 CD. Der Audio Verlag, Berlin 2005, ISBN 3-89813-476-8.
- Éric-Emmanuel Schmitt: Das Evangelium nach Pilatus. 3 CDs. Der Audio Verlag, Berlin 2005, ISBN 3-89813-457-1.
- John Banville: Die See. 6 CDs. Patmos, Düsseldorf 2006, ISBN 3-491-91220-2.
- Robert Löhr: Der Schachautomat. 5 CDs. Der Audio Verlag, Berlin 2006, ISBN 3-89813-554-3.
- Horst Eckert: Der Absprung. 1 CD. Hörbuch Hamburg, Hamburg 2007, ISBN 978-3-89903-456-1.
- Werner Lansburgh: Dear Doosie. 3 CDs. Der Audio Verlag, Berlin 2008, ISBN 978-3-89813-729-4.
- Jürgen Leinemann: Das Leben ist der Ernstfall. 2 CDs. Hoffmann und Campe Verlag, Hamburg 2009, ISBN 978-3-455-30674-3.
- Ferdinand von Schirach: Verbrechen. 3 CDs. Der Audio Verlag (DAV), Berlin 2009, ISBN 978-3-89813-859-8.
- Paul Auster: Unsichtbar. 6 CDs. Der Audio Verlag, Berlin 2010, ISBN 978-3-89813-966-3.
- Ferdinand von Schirach: Schuld. 3 CDs. Hörbuch Hamburg, Hamburg 2010, ISBN 978-3-86952-046-9.
- Jan Costin Wagner: Sandmann träumt. Hörbuch Hamburg, Hamburg 2010, ISBN 978-3-86909-053-5.
- F. Scott Fitzgerald: Der große Gatsby. Hörbuch Hamburg, Hamburg 2011, ISBN 978-3-89903-088-4.
- Wolf Biermann: Warte nicht auf bessre Zeiten. 10 CDs, MDR/Hörbuch Hamburg 2016, ISBN 978-3-95713-063-1.
- 2003: Jean-Claude Izzo: Chourmo – Regie: Ulrich Gerhardt (Kriminalhörspiel – DLR Berlin)
- 2006: Philippe Bruehl: Toulouse Confidential – Regie: Philippe Bruehl (Hörspiel – SWR)
- 2013: Emile Zola: Das Geld – Bearbeitung und Regie: Christiane Ohaus (dreiteiliges Hörspiel – RB/NDR/SR/DKultur)
- 2013: Rainer Wieczorek: Die Störung oder wie Beckett die Maulwürfe vergiftete. Regie: Gottfried von Einem, (Hörspiel – Mitteldeutscher Rundfunk)
- 2021: Ferdinand von Schirach: Schuld, der Hörverlag, ISBN 978-3-8445-2390-4 (Hörbuch-Download)

## Musik

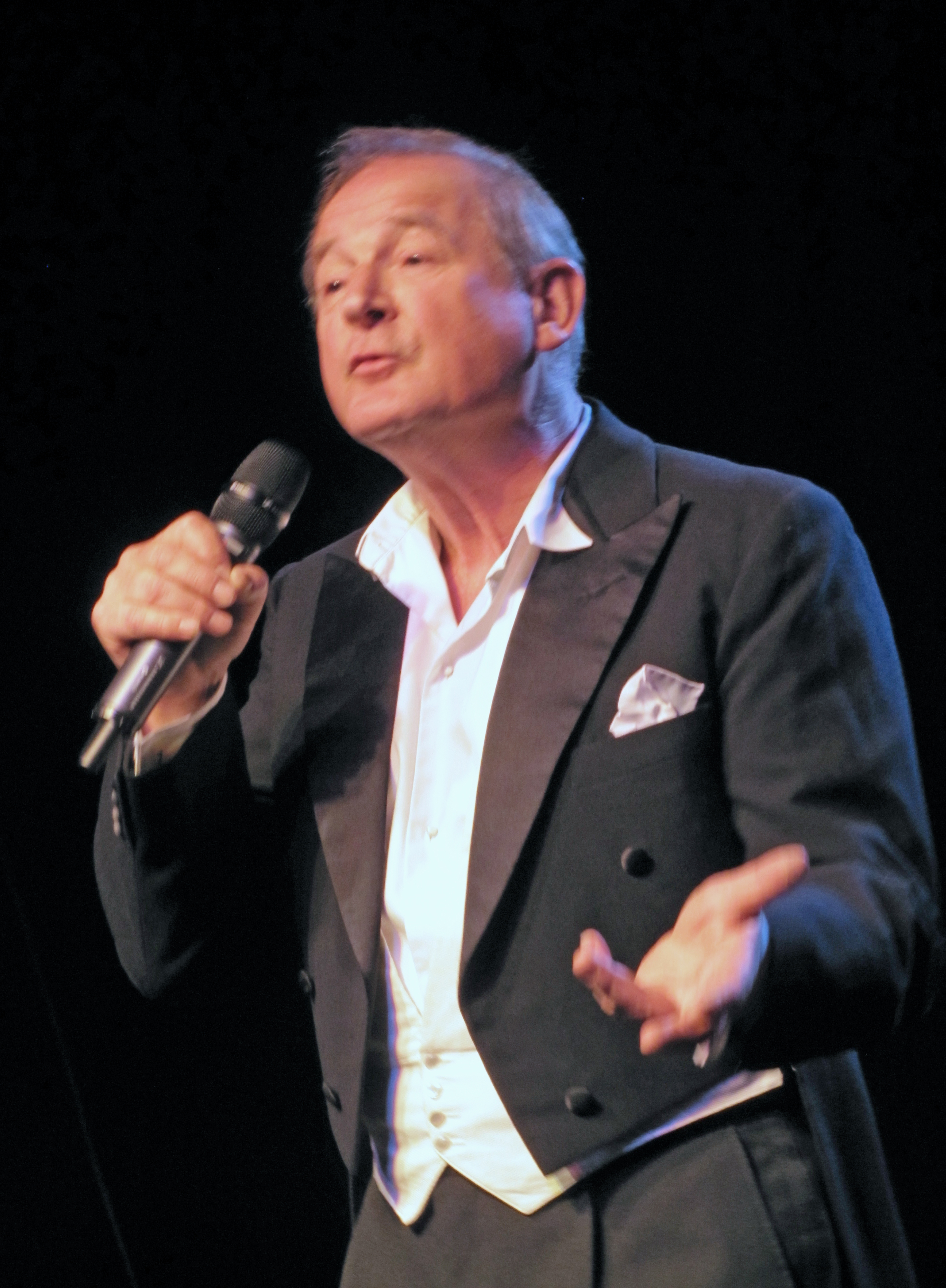
2013 in Wiesbaden

- 2013: ZUM KLAUSSNER! – Die musikalische Reisegaststätte der bedenkenlosen Art[6]

## Auszeichnungen
- 2005: Deutscher Filmpreis in der Kategorie Bester Nebendarsteller für Die fetten Jahre sind vorbei
- 2006: Darstellerpreis des Filmfestivals von Locarno für Der Mann von der Botschaft
- 2009: Preis der deutschen Filmkritik in der Kategorie Bester Darsteller für Das weiße Band
- 2010: Deutscher Filmpreis in der Kategorie Bester Hauptdarsteller für Das weiße Band
- 2011: Deutscher Hörbuchpreis in der Kategorie Bester Interpret für Schuld
- 2012: Rolf-Mares-Preis in der Kategorie Herausragende Leistungen Darsteller für Tod eines Handlungsreisenden
- 2012: Deutscher Theaterpreis DER FAUST in der Kategorie Darsteller Schauspiel für Tod eines Handlungsreisenden
- 2015: Darstellerpreis des Günter Rohrbach Filmpreis für Der Staat gegen Fritz Bauer
- 2015: Preis der deutschen Filmkritik in der Kategorie Bester Darsteller für Der Staat gegen Fritz Bauer
- 2016: Bayerischer Filmpreis, Darstellerpreis für Der Staat gegen Fritz Bauer
- 2016: Nominierung für den Europäischen Filmpreis in der Kategorie Bester Darsteller für Der Staat gegen Fritz Bauer
- 2016: Nominierung für den Deutschen Filmpreis in der Kategorie Beste männliche Hauptrolle für Der Staat gegen Fritz Bauer
- 2016: Friedenspreis des Deutschen Films – Die Brücke (Schauspielerpreis) für Der Staat gegen Fritz Bauer
- 2021: Verdienstkreuz 1. Klasse des Verdienstordens der Bundesrepublik Deutschland[7]